# Saint-Ay
 Saint-Ay  es una población y comuna francesa, situada en la región de Centro, departamento de Loiret, en el distrito de Orléans y cantón de Meung-sur-Loire.

## Demografía
| 1061 | 1138 | 1463 | 3008 | 2978 | 2966 |
| Para los censos de 1962 a 1999 la población legal corresponde a la población sin duplicidades (Fuente: INSEE [Consultar]) |      |      |      |      |      |